# Hexatoma caliginosa
Hexatoma caliginosa är en tvåvingeart som först beskrevs av Enrico Adelelmo Brunetti 1918.  Hexatoma caliginosa ingår i släktet Hexatoma och familjen småharkrankar. Inga underarter finns listade i Catalogue of Life.